# Exlibris

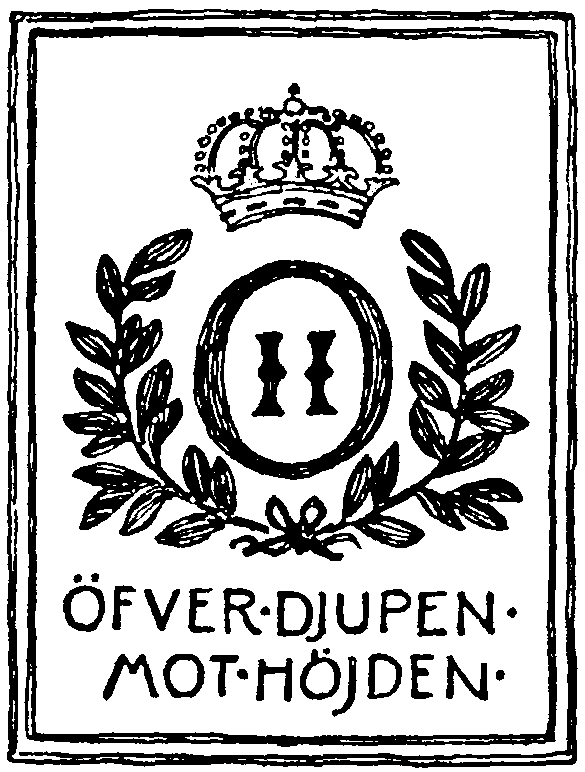
Oscar II:s exlibris.

Exlibris, bokägarmärke, (lat., eg. ex libris N.N. "ur N.N.:s boksamling") är vanligen en konstnärligt några centimeter stor etikett klistrad på insidan av pärmen i en bok. Exlibrismärket innehåller ofta orden ex libris jämte bokägarens namn och syftar till att för läsaren klargöra vem som äger boken. 
Tryckta exlibrismärken är mer eller mindre konstfärdigt designade. De har oftast motiv kopplade till bokägarens yrkesverksamhet, intressen, hembygd eller dennes heraldiska vapen, ibland också ett motto. De kan också vara rent kalligrafiskt utformade.
Sveriges äldsta bevarade exlibris är från omkring 1409–1440 och tillhörde Södermanlands lagman Nils Erengislesson (Hammerstaätten), död 1440. Exlibriset är handmålat i Skoklosterhandskriften till Magnus Erikssons landslag och föreställer ägarens vapen med en strykjärnsformad sköld under en kittelhjälm.
Vanliga konstnärliga tekniker i exlibris är träsnitt och grafik.
I Sverige företräds exlibriskonstens alla former av Svenska exlibrisföreningen.

## Olika typer av exlibris

### Porträttexlibris
I bokkonstens barndom målades ägarens porträtt på pärmen eller ett särskilt blad, eller lösblad som klistrades in i boken. Dessa exlibris är kända från 900-talet. Efter att fotografiet uppfunnits vann porträttexlibris viss popularitet, men föll snart i vanrykte för sin banalitet och gjorde dem sällsynta.

### Donationsexlibris
Anger vem som har donerat eller testamenterat en bok. Ett handmålat donationsexlibris är känt från 900-talet då änkekejsarinnan Theofano av Bysans och hennes son konung Otto III skänker en evangeliebok till klostret i Eptnernach. Donationsexlibris används stundom när exempelvis en offentlig institution eller ett bibliotek förvärvar en omfattande boksamling att införlivas i samlingarna. Varje boks s.k. proveniens (ursprung) blir därmed tydlig för framtiden. Exlibrismärket kan då istället innehålla orden Ex donavit jämte ett namn, det vill säga att den ingår i dennes donation.

### Heraldiska exlibris
De äldsta exlibrisen bestod av ägarens vapen som målades på pärmen eller ett löst blad som klistrades in i boken.

### Superexlibris eller pärmstämpel
Skapades genom att pressa upphettade metallstämplar i bokpärmens läderhölje, motivet var vanligen av en bild av ägaren, dess vapen, namn eller initialer. Användes från 1400-tal i Tyskland, England och Frankrike, och sällan utanför kungahusen.

### Visitkortsexlibris
Blev vanliga under slutet av 1700-talet och bestod vanligen av en dekorativ ram stucken i koppar, och innehöll ägarens namn och emellanåt titel och adress vilka sattes med lösa typer, graverades eller skrevs för hand. Användes ofta både som visitkort och exlibris.

### Monogramexlibris
Innehåller endast ägarens initialer, ofta utsmyckade av dekorativt sammanflätade bokstäver. Som exlibris betraktat kan ett monogram utan det fullt utskrivna namnet kritiseras då det är otydligt vem som äger boken.

### Topografiska exlibris
Avbildar omgivningen i olika former. Landskapsexlibris innehåller ett landskapsmotiv. De blev vanliga redan under 1700-talet och är alltjämt populära. Herrgårdsexlibris avbildar det slott, herrgård eller gård till vilken exlibrisets ägare har en anknytning. Marina exlibris består av motiv hämtade från sjölivet.

### Symboliska exlibris
Istället för att avbilda den byggnad där böckerna förvaras såsom hos Herrgårdsexlibris, avbildas en verklig eller imaginär biblioteksinteriör. I de äldsta bestod motivet stundom av en vägg klädd med bokhyllor, någon enstaka bokhylla eller en stapel av böcker. I modern tid är variationen större och ofta alluderar motivet på något av ägarens intressen, vid tiden kring första världskriget var exempelvis ugglor och dödskallar vanliga. Enligt många motsvarar symboliska exlibris bäst dess idé, men alltför ofta överlastas de av för mycket symbolik från ägarens liv.

### Yrkesexlibris
Innehåller en symbol för ägarens sysselsättning; exempelvis en läkares exlibris som utgörs av en eskulapstav, eller en präst som har ett kors.

### Allegoriska exlibris
Dessa bokägarmärken är allegoriskt utförda, i exemplet med läkarens yrkesexlibris så är ersätts eskulapstaven med en bild av Asklepios.

### Hobbyexlibris
Består av ägarens hobby eller bisysselsättning.

### Märkesexlibris
Märkesexlibriset har skapats som en motreaktion mot alltför överlastade symboliska exlibris. I regel består de endast av en figur och legend, samt eventuellt valspråk.

### Illustrationsexlibris
Med illustrationsexlibris avses ett mer omfattande ej heraldiskt bildmotiv.